# Pyrgoteles reinhardi
Pyrgoteles reinhardi är en insektsart som först beskrevs av Schmidt 1911.  Pyrgoteles reinhardi ingår i släktet Pyrgoteles och familjen lyktstritar. Inga underarter finns listade i Catalogue of Life.